# San Ramón (Nikaragua)
San Ramón – miasto w departamencie Matagalpa w Nikaragui.